# Гиллеспи, Коллин
Коллин Гиллеспи (англ. Collin Gillespie; род. 25 июня 1999, Хантингтон-Валли) — американский профессиональный баскетболист клуба «Финикс Санз». 

## Ранние годы
Гиллеспи — сын полицейского. Он учился в католической средней школе Арчбишоп Вуд, где его тренировал Джон Моско. Гиллеспи не получал стипендий первого дивизиона в последний год обучения, но получил предложения от «Райдера», «Хофстры» и «Виллановы» после успешной игры на турнире. Он набрал 42 очка в победном матче регулярного сезона против Нойманна Горетти с новобранцем из Кентукки Куэйда Грина. Будучи выпускником, он привёл команду к титулу штата PIAA Class 5A в 2017 году. Гиллеспи в среднем набирал 24,1 очка за игру в качестве выпускника и был назван игроком года Филадельфии по версии Philadelphia Daily News, а также самым ценным игроком Католической лиги. Он подписал письмо о намерениях с Виллановой 14 апреля 2017 года, присоединившись к Дхамиру Косби-Раундтри и Джермейну Сэмюэлсу в классе 2021 года.

## Карьера в колледже

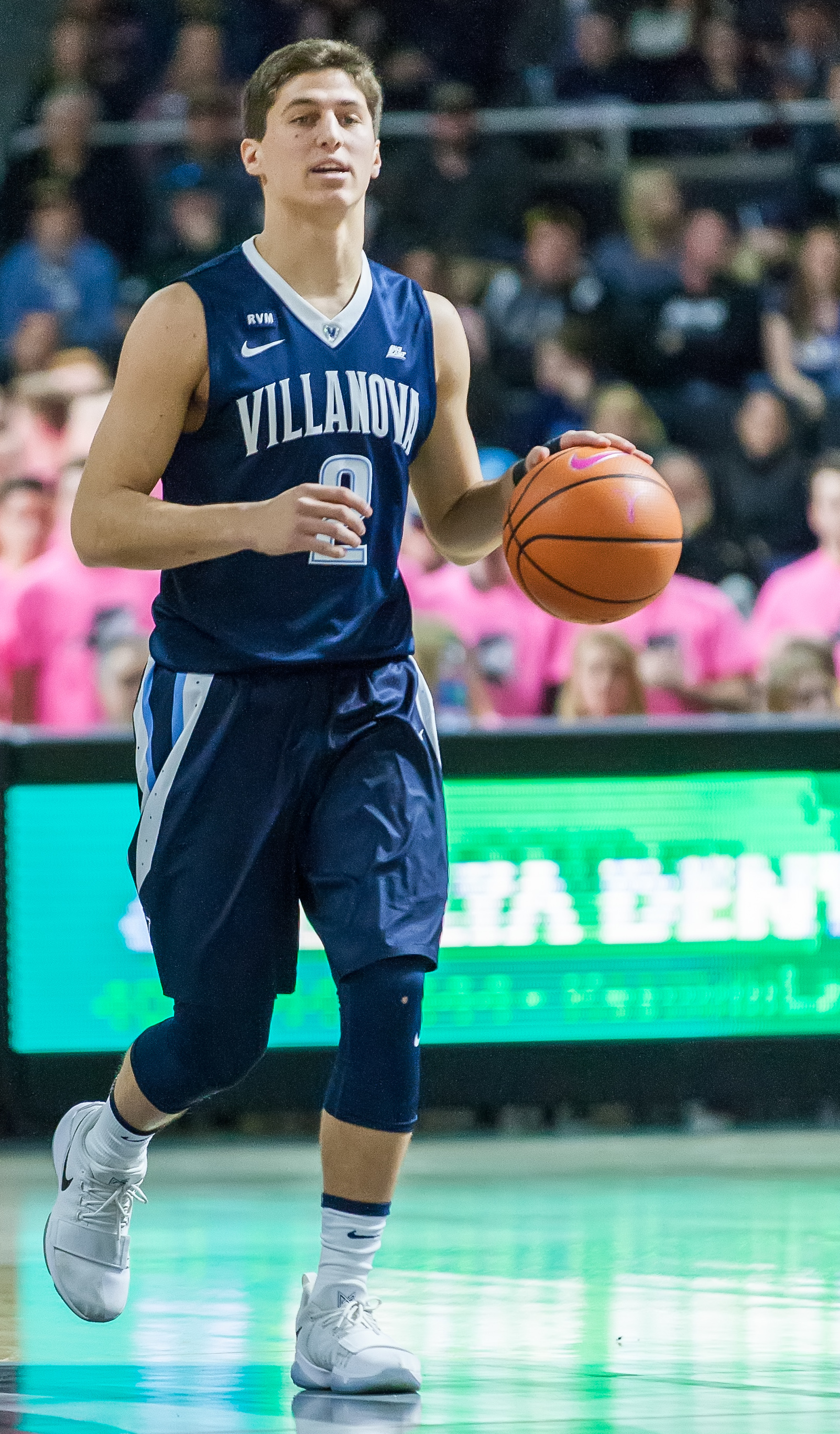
Гиллеспи в 2018 году

Гиллеспи поступил в Вилланову осенью 2017 года и хотел снова выйти на поле на первом курсе, но тренер Джей Райт решил этого не делать, потому что Гиллеспи «играл не по годам». Вскоре, попав с состав, Гиллеспи набрал двузначное количество очков во второй студенческой игре. Ему пришлось пропустить больше месяца в декабре и январе из-за перелома левой руки, полученного на тренировке 10 декабря. Тем не менее, он вернулся в игру 17 января в победной игре против «Джорджтауном». 1 февраля, из-за отсутствия Фила Бута с похожей травмой руки, Гиллеспи провёл качественные минуты и набрал 8 очков, включая 2 трёхочковых, в победном матче против «Крейтона». Гиллеспи впервые вышел в стартовом составе 10 февраля в победной игре против «Батлера» (86:75). В первом раунде турнира NCAA Гиллеспи набрал 9 очков и совершил перехват в победном матче против «Рэдфорда». Он набрал 4 очка и сделал 5 подборов в победной игре чемпионата NCAA против «Мичигана» (79:62). Он набирал в среднем 4,3 очка за игру за 14,4 минуты на игру.
3 февраля 2019 года Гиллеспи набрал рекордные для себя 30 очков в победном матче против «Джорджтауна» (77:65). 9 марта он набрал 22 очка в проигрышной игре против «Сетон Холла» (75:79). Будучи студентом второго курса, Гиллеспи в среднем набирал 10,9 очков за игру.
В третьем сезоне Гиллеспи сломал нос на тренировке, что заставило его носить маску в течение нескольких игр. Гиллеспи набрал 27 очков и 6 результативных передач в проигрышном финальном матче Myrtle Beach Classic против «Бэйлора» (78:87). 25 ноября он был включён в сборную турнира конференции Big East и игроком недели конференции. 28 января 2020 года Гиллеспи сделал свой первый дабл-дабл, набрав 17 очков и рекордные в карьере 13 подборов в победной игре против «Сент-Джона» (79:59). Гиллеспи набрал рекордные в сезоне 29 очков 16 февраля в победном матче против «Темпла» (76:56). По завершении регулярного сезона Гиллеспи был включён во вторую сборную конференции Big East. В среднем за игру он набирал 15,1 очков, 4,5 результативных передач и 1,2 перехвата в команде, которая закончила сезон со результатом 24–7.
Вступая в свой последний сезон, Гиллеспи был включён в список претендентов на премию Боба Коузи, а также в первую предсезонную сборную конференции Big East. 3 марта 2021 года он порвал коленную связку во время победной игры против «Крейтона» (72:60), завершив свой сезон. По завершении регулярного сезона Гиллеспи разделил награду Игрока года конференции Big East вместе с товарищем по команде Джеремайей Робинсон-Эрлом и Сандро Мамукелашвили из «Сетон Холл». Он набирал в среднем 14 очков и 4,6 результативных передач за игру. Гиллеспи решил воспользоваться дополнительным сезоном права, предоставленным NCAA из-за пандемии COVID-19.
15 февраля 2022 года Гиллеспи набрал рекордные в карьере 33 очка, несмотря на то, что играл с опухшей лодыжкой, в победном матче против «Провиденс» (89:84).

## Профессиональная карьера

### Денвер Наггетс/Гранд-Рапидс Голд (2022—2024)
После того, как Гиллеспи не был выбран на драфте НБА 2022 года, он подписал двусторонний контракт с «Денвер Наггетс». Он присоединился к команде в Летней лиге НБА 2022 года. В своём дебютном матче Летней лиги Гиллеспи набрал 11 очков, 6 подборов и 4 результативные передачи в проигрышном матче против «Миннесота Тимбервулвз» (78:85). В четырёх играх Летней лиги он в среднем набирал 11,3 очка, 5,3 подбора и 4,3 результативные передачи за игру.
30 июля 2022 года «Наггетс» объявили, что Гиллеспи перенёс операцию в связи с переломом голени и что выбывает на неопределенный срок. Он завершил свой дебютный сезон в качестве чемпиона НБА, когда «Наггетс» победили «Майами Хит» в финале НБА 2023 года.
18 июля 2023 года Гиллеспи вновь подписал двусторонний контракт с «Денвер Наггетс».

### Финикс Санз/Вэлли Санз (2024—настоящее время)
2 июля 2024 года Гиллеспи подписал двусторонний контракт с «Финикс Санз». Он дебютировал за «Санз» 26 октября в победной игре над действующим чемпионом Западной конференции «Даллас Маверикс» (114–102).
Гиллеспи набрал рекордные для себя 10 очков, реализовав 4 из 6 бросков, включая 2 из 3 трёхочковых, в победной игре против «Лос-Анджелес Клипперс» 4 марта 2025 года. Его общее количество очков, а также 3 результативные передачи и 2 подбора были набраны за 15 минут игрового времени в третьей и четвертой четверти. Его стиль игры во время игры сравнивали с великим игроком «Санз» Стивом Нэшем. Гиллеспи впервые в карьере вышел в стартовом составе 17 марта против «Торонто Рэпторс», закончив игру с 3 очками, реализовав 1 из 4 бросков.
30 июня 2025 года стало известно, что «Санз» подпишет новый однолетний контракт с игроком.

## Карьера за сборную
Летом 2019 года Гиллеспи был в составе сборной США, которая выступала на Панамериканских играх в Перу. Команда завоевала бронзу, победив Доминиканскую Республику в матче за 3-е место.

## Статистика

### Статистика в НБА
| Сезон                                                                                    | Команда | Регулярный сезон | Регулярный сезон | Регулярный сезон | Регулярный сезон | Регулярный сезон | Регулярный сезон | Регулярный сезон | Регулярный сезон | Регулярный сезон | Регулярный сезон | Регулярный сезон | Серия плей-офф | Серия плей-офф | Серия плей-офф | Серия плей-офф | Серия плей-офф | Серия плей-офф | Серия плей-офф | Серия плей-офф | Серия плей-офф | Серия плей-офф | Серия плей-офф |
| Сезон                                                                                    | Команда | GP               | GS               | MPG              | FG%              | 3P%              | FT%              | RPG              | APG              | SPG              | BPG              | PPG              | GP             | GS             | MPG            | FG%            | 3P%            | FT%            | RPG            | APG            | SPG            | BPG            | PPG            |
| ---------------------------------------------------------------------------------------- | ------- | ---------------- | ---------------- | ---------------- | ---------------- | ---------------- | ---------------- | ---------------- | ---------------- | ---------------- | ---------------- | ---------------- | -------------- | -------------- | -------------- | -------------- | -------------- | -------------- | -------------- | -------------- | -------------- | -------------- | -------------- |
| 2022/23                                                                                  | Денвер  | 24               | 0                | 9,4              | 46,4             | 39,5             | 66,7             | 0,9              | 1,1              | 0,5              | 0,0              | 3,6              | Не участвовал  | Не участвовал  | Не участвовал  | Не участвовал  | Не участвовал  | Не участвовал  | Не участвовал  | Не участвовал  | Не участвовал  | Не участвовал  | Не участвовал  |
| 2024/25                                                                                  | Финикс  | 33               | 9                | 14,0             | 43,0             | 43,3             | 86,4             | 2,4              | 2,4              | 0,6              | 0,2              | 5,9              | Не участвовал  | Не участвовал  | Не участвовал  | Не участвовал  | Не участвовал  | Не участвовал  | Не участвовал  | Не участвовал  | Не участвовал  | Не участвовал  | Не участвовал  |
|                                                                                          | Всего   | 57               | 9                | 12,0             | 44,1             | 42,2             | 79,4             | 1,7              | 1,8              | 0,6              | 0,1              | 4,9              | Не участвовал  | Не участвовал  | Не участвовал  | Не участвовал  | Не участвовал  | Не участвовал  | Не участвовал  | Не участвовал  | Не участвовал  | Не участвовал  | Не участвовал  |
| Наведите курсор мыши на аббревиатуры в заголовке таблицы, чтобы прочесть их расшифровку. |         |                  |                  |                  |                  |                  |                  |                  |                  |                  |                  |                  |                |                |                |                |                |                |                |                |                |                |                |

### Статистика в NCAA
| Сезон | Команда   | Conf     | Class | GP  | GS  | MPG  | FG%  | 3P%  | FT%  | RPG | APG | SPG | BPG | PPG  |
| --- | --------- | -------- | ----- | --- | --- | ---- | ---- | ---- | ---- | --- | --- | --- | --- | ---- |
| 2017/18 | Вилланова | Big East | FR    | 32  | 1   | 14,4 | 45,2 | 39,4 | 80,0 | 1,3 | 1,1 | 0,6 | 0,1 | 4,3  |
| 2018/19 | Вилланова | Big East | SO    | 35  | 35  | 29,4 | 40,9 | 37,9 | 83,9 | 2,4 | 2,8 | 1,1 | 0,1 | 10,9 |
| 2019/20 | Вилланова | Big East | JR    | 31  | 31  | 34,1 | 40,6 | 35,7 | 81,7 | 3,7 | 4,5 | 1,2 | 0,1 | 15,1 |
| 2020/21 | Вилланова | Big East | SR    | 20  | 20  | 33,4 | 42,8 | 37,6 | 83,3 | 3,3 | 4,6 | 1,0 | 0,0 | 14,0 |
| 2021/22 | Вилланова | Big East | SR    | 38  | 38  | 34,2 | 43,4 | 41,5 | 90,5 | 3,8 | 3,2 | 1,0 | 0,0 | 15,6 |
| Всего | Всего     | Всего    | Всего | 156 | 125 | 28,9 | 42,2 | 38,7 | 84,8 | 2,9 | 3,1 | 1,0 | 0,0 | 11,9 |
| Наведите курсор мыши на аббревиатуры в заголовке таблицы, чтобы прочесть их расшифровку Статистика приведена с сайта sports-reference.com |           |          |       |     |     |      |      |      |      |     |     |     |     |      |